# バルタン・バアトル
バルタン・バアトル（モンゴル語: ᠪᠠᠷᠲᠠᠨ

ᠪᠠᠭᠠᠲᠤᠷ/Bartan ba'atur/Бартан баатар, 中国語: 把児壇把阿禿児、生没年不詳）は、カブル・カンの息子で、モンゴル帝国の創設者チンギス・カンの祖父。『元史』などの漢文史料では八里丹/巴勒丹、『集史』などのペルシア語史料ではبرتان بهادرBartān Bahādurと記される。

## 概要
「あまねきモンゴル」最初のカンとして即位したカブル・カンの息子として生まれ、兄弟にはサム・カチュラらがいた。カブル・カンの死後カン位を継承したのは族父にあたるアンバガイ・カン（カブル・カンの又従兄弟）及びバルタンの弟クトラ・カンであったため、バルタン・バアトルの事跡については殆ど記録に残っていない。
『集史』「バルターン・バハードゥル(Bartān Bahādur)紀」によると、妻スニギル・フジン(سونیگل فوجینSūnīgil fūjīn<Sünigil Füǰin)との間にモンゲトゥ・キヤン、ネクン・タイシ、イェスゲイ・バートル、ダアリタイ・オッチギンの4子を得たという。
モンゲトゥ・キヤンの息子チャンシウダイは「キヤト・チャンシウト氏」を創設し、チンギス・カンの時代には大叔父のクトクトゥ・モンゴルとともに「チンギス・カンの13翼」の第8翼を率いた。
ネクン・タイシ及びその息子クチャルは「キヤト・サヤール氏」を創設し、チンギス・カンの時代には叔父のダアリタイ・オッチギンとともに「チンギス・カンの13翼」の第7翼を率いた。
ダアリタイ・オッチギンはバルタン・バアトルの子供たちの中で唯一チンギス・カンの時代に存命であり、甥のクチャルとともに「チンギス・カンの13翼」の第7翼を率いた。
このように、バルタン・バアトルの子孫はチンギス・カンの時代、キヤト氏下位集団の長として有力であったが、やがて氏族的秩序の解体・権力の集中を目指すチンギス・カンと対立するようになった。第8翼を率いるチャンシウダイのみはチンギス・カンに忠実であったが、アルタン、クチャル、ダアリタイ・オッチギンはチンギス・カンを裏切り、後に処刑されるに至った。

## キヤト氏系図
- トンビナイ・セチェン（Tumbinai Sečen,秘史:屯必乃薛禅/元史:敦必乃/集史:تومبن خانTūmbana khān）
  - サム・カチュラ（Sam Qačula,秘史:撏薛赤列/元史:葛赤渾/親征録:三哈初来/集史:قبل خانQabul Khān）…アダルギン氏の始祖,子孫は第3翼
  - カラルダイ（Qaraldai）…子孫は第4翼
  - カブル・カン（Qabul Qan,秘史:合不勒合罕/元史:葛不律寒/集史:قبل خانQabul Khān）…「あまねきモンゴル」初代カン
    - オキン・バルカク（Ökin Barqaq,秘史:斡勤巴児合黒/元史:窠斤八剌哈哈/集史:اوکین برقاقŪkīn Barqāq）…子孫は第5翼・第6翼
    - バルタン・バアトル（Bartan ba'atur,秘史:把児壇把阿禿児/元史:八里丹/集史:برتان بهادرBartān Bahādur）
      - モンゲトゥ・キヤン（Mönggetü Kiyan,秘史:忙格禿乞顔/元史:蒙哥黒顔/集史:مونگدو قیانMūngedū Qiyān）
        - チャンシウダイ（Čangši'ud,秘史:撏薛赤列/集史:چینگشوتChīngshūt）…第8翼

      - ネクン・タイシ（Nekün Taiši,秘史:捏坤太子/元史:聶昆大司/集史:نکون تاییشیNekūn Tāīīshī）
        - クチャル（Qučar,秘史:忽図剌合罕/親征録:火察児/集史:قوچرQūchar）…第7翼

      - イェスゲイ・バアトル（Yesügei ba'atur,秘史:也速該把阿禿児/元史:烈祖也速該/親征録:烈祖神元皇帝也速該/集史:ييسوكاى　بهادر Yīsūkāī bahādur）…遺領が第1翼となる
        - チンギス・カン（Činggis Qan）…第2翼

      - ダアリタイ・オッチギン（Da'aridai Otčigin,秘史:答里台斡赤斤/元史:答里真/親征録:答里台/集史:داریتی اوتچگینDārītay Ūtchigīn）…第7翼

    - クトクトゥ・モングル（Qutuqtu Mönggür,秘史:忽禿黒禿蒙古児/元史:忽都魯咩聶児/集史:قوتوقتو مونگرQūtūqtū Mönggür）…第8翼
    - クトラ・カン（Qutula qan,秘史:忽図剌合罕/元史:忽都剌罕/親征録:忽都剌可汗/集史:قوتل قانQūtula qān）…「あまねきモンゴル」第三代カン
      - ジョチ・カン（J̌oči qan,秘史:拙赤/親征録:搠只可汗/集史:جوچی خانJūchī khān）…第9翼
      - アルタン（Altan,秘史:阿勒壇/親征録:按壇/集史:التانĀltān）…第10翼

    - クラン・バアトル（Qulan ba'atur,秘史:忽闌/元史:忽蘭八都児/親征録:忽蘭/集史:قولان بهادرQūlān Bahādur）…第11翼
    - トドエン・オッチギン（Tödö'en Otčigin,秘史:脱朶延斡赤斤/元史:掇端斡赤斤/親征録:脱端/集史:تودان اوتچگینTūdān Ūtchigīn）…第11翼

## 妻子

### 妻
- スニギル・フジン…タルグト部族出身

### 子
1. モンゲトゥ・キヤン
2. ネクン・タイシ
3. イェスゲイ・バアトル
4. ダアリタイ・オッチギン